# Julian Schiffleitner
Julian Schiffleitner (* 27. Dezember 1994 in Wien) ist ein österreichischer Handballspieler.

## Karriere

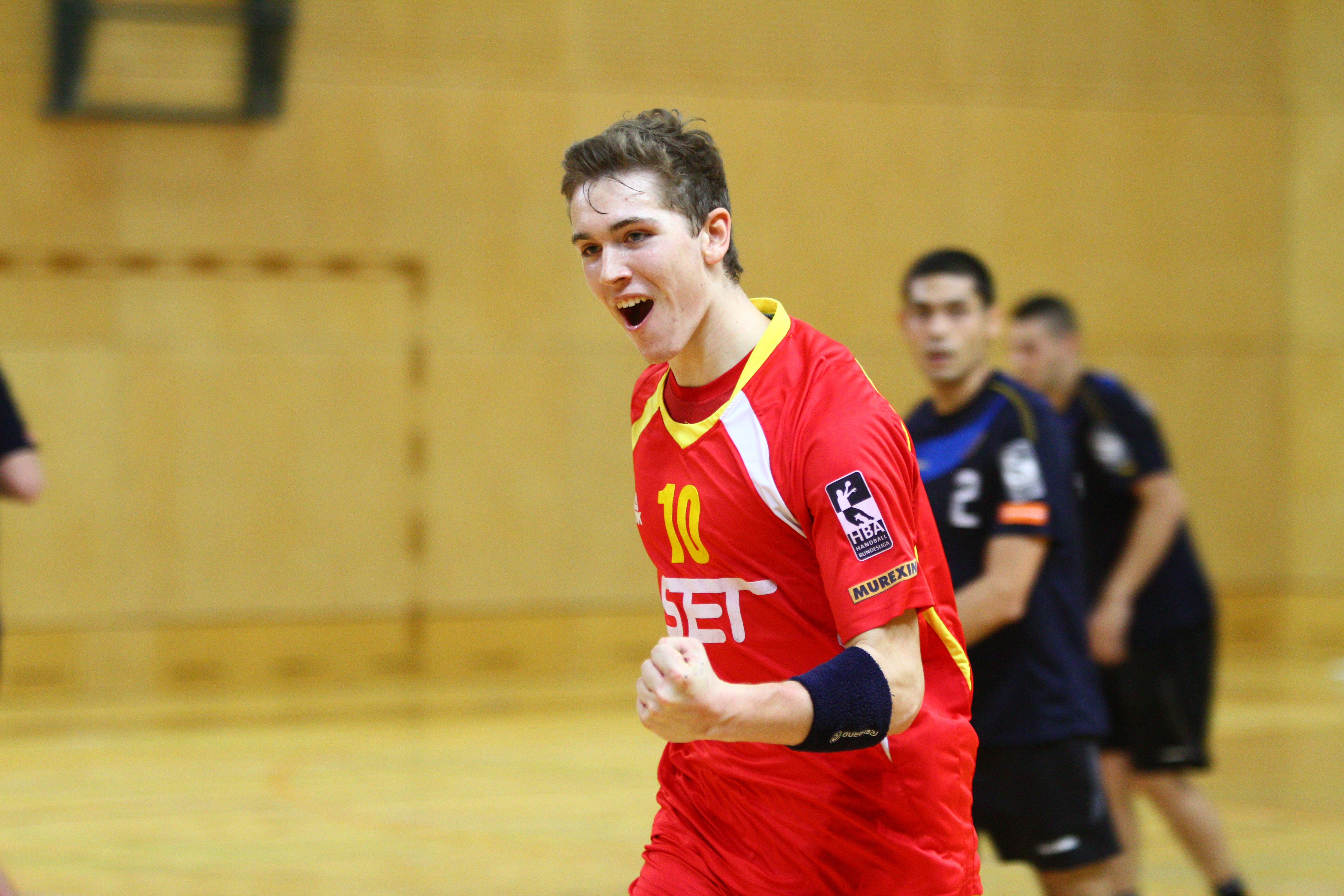
Julian Schiffleitner im Trikot von WAT Fünfhaus (2012)

Der gebürtige Wiener lief in seiner Jugend für das Sportgymnasium in Perchtoldsdorf auf und nahm für dieses an diversen Jugendwettbewerben teil. In dieser Zeit spielte er unter anderem mit Tobias Wagner, dem er im Jugendnationalteam 94 wieder begegnete. Seine aktive Profi-Karriere begann er 2012, als er zum ersten Mal für WAT Fünfhaus in der Handball Bundesliga Austria auflief. Seit 2014 läuft der Linkshänder mit einer Doppelspielberechtigung auch für den  HLA-Verein SG Handball West Wien auf. Ab der Saison läuft Schiffleitner für die BT Füchse auf.
Der 1,92 Meter große Rückraumspieler spielte auch im Junioren-Nationalteam des Jahrgangs 1994 und jünger, mit welchem er zweimal an einer Jugendeuropameisterschaft teilnahm. Dort konnte jeweils der 6. Platz erreicht werden. Zur Vorbereitung auf die Heim-Jugend-EM 2014 nahm das Team 94, wie es in Österreich genannt wurde, am Spielbetrieb der HLA teil.

## HLA-Bilanz
| 2014/15   | SG Handball West Wien                                           | HLA                                                             | 6                                                               | 0/0                                                             | 6                                                               |                                                                 |                                                                 |                                                                 |                                                                 |                                                                 |
| 2015/16   | SG Handball West Wien                                           | HLA                                                             | 25                                                              | 2/2                                                             | 25                                                              |                                                                 |                                                                 |                                                                 |                                                                 |                                                                 |
| 2016/17   | SG Handball West Wien                                           | HLA                                                             | 62                                                              | 0/0                                                             | 62                                                              |                                                                 |                                                                 |                                                                 |                                                                 |                                                                 |
| 2017/18   | SG Handball West Wien                                           | HLA                                                             | 33                                                              | 0/0                                                             | 33                                                              |                                                                 |                                                                 |                                                                 |                                                                 |                                                                 |
| 2018/19   | SG Handball West Wien                                           | HLA                                                             | 21                                                              | 0/0                                                             | 21                                                              |                                                                 |                                                                 |                                                                 |                                                                 |                                                                 |
| 2019/20   | Saison aufgrund der COVID-19-Pandemie in Österreich abgebrochen | Saison aufgrund der COVID-19-Pandemie in Österreich abgebrochen | Saison aufgrund der COVID-19-Pandemie in Österreich abgebrochen | Saison aufgrund der COVID-19-Pandemie in Österreich abgebrochen | Saison aufgrund der COVID-19-Pandemie in Österreich abgebrochen | Saison aufgrund der COVID-19-Pandemie in Österreich abgebrochen | Saison aufgrund der COVID-19-Pandemie in Österreich abgebrochen | Saison aufgrund der COVID-19-Pandemie in Österreich abgebrochen | Saison aufgrund der COVID-19-Pandemie in Österreich abgebrochen | Saison aufgrund der COVID-19-Pandemie in Österreich abgebrochen |
| 2020/21   | SG Handball West Wien                                           | HLA                                                             | 11                                                              | 0/0                                                             | 11                                                              |                                                                 |                                                                 |                                                                 |                                                                 |                                                                 |
| 2014–2021 | gesamt                                                          | HLA                                                             | 158                                                             | 2/2 (100 %)                                                     | 156                                                             |                                                                 |                                                                 |                                                                 |                                                                 |                                                                 |